# Alkanna auranitica
Alkanna auranitica là loài thực vật có hoa trong họ Mồ hôi. Loài này được Mouterde mô tả khoa học đầu tiên năm 1953.